# AJ Bell Stadium
El Salford City Stadium, conocido como AJ Bell Stadium por cuestiones de patrocinio, es un estadio de Rugby ubicado en, Barton, Mánchester, Inglaterra. Fue construido ya que el Salford Willows se encontraba en muy malas condiciones. Sale Sharks hace de local en este estadio para los partidos de la Premiership Inglesa.

## Desarrollo
El estadio iba a ser desarrollado por Red City Developments, y la construcción se iba a completar para el inicio de la temporada 2009. Sin embargo, el RCD entró en la administración en julio de 2008.
El Ayuntamiento de Salford formó una empresa conjunta con Peel Group para desarrollar el estadio a un costo de 26 000 000 de libras esterlinas.
El permiso de planificación se otorgó en marzo de 2010 para un estadio con capacidad para 12 000 personas.
Sale Sharks confirmó su traslado al estadio en abril de 2012, firmando un contrato de arrendamiento de 25 años.

## Eventos

### Rugby League
Los rojos jugaron su primer partido contra el Castleford el 4 de febrero de 2012 con victoria de los visitantes por 24-10.
- Partidos internacionales:

| 11 de noviembre, 20:00 AEST (UTC+10) | Inglaterra | 48 - 4 | Francia | AJ Bell Stadium, Burton        |  |
|                                      |            |        |         | Asistencia: 7 921 espectadores |  |

| 7 de noviembre, 20:00 AEST (UTC+10) | Escocia | 22 - 8 | Estados Unidos | AJ Bell Stadium, Burton        |  |
|                                     |         |        |                | Asistencia: 6 041 espectadores |  |

### Rugby Unión
El primer juego de Sale Sharks en el estadio fue un amistoso el 24 de agosto de 2012 contra Leinster Rugby, que finalizó 10-10. Su primer partido oficial fue contra Saracens el 8 de septiembre de 2012. La puntuación fue de Sale Sharks 16-23 Saracens y la asistencia fue de 7.451 espectadores.